# Larry the Cable Guy
Larry the Cable Guy, de nom real Daniel Lawrence Whitney, (Pawnee City, Nebraska, 17 de febrer de 1963) és un actor, exlocutor de ràdio i escriptor estatunidenc, conegut per haver posat veu al personatge de Mat en les pel·lícules Cars, Cars 2 i Cars 3.

## Biografia
Era l'un dels membres de la Blue Collar Comedy, una tropa de comèdia que incloia Bill Engvall, Ron White, i Jeff Foxworthy (amb qui ha actuat a Cadena de muntatge). En el camp radiofònic amb: The Ron i Ron Mostrar, en aquest programa va fer aparicions recurrents. I també com el programa matutí de Kirk, Marcos i López el WIYY a Baltimore. Es va fer famós després de desenvolupar el personatge de Larry, una personalitat que manté al llarg de la seva carrera.
Larry ha tret set àlbums de comèdia, tres dels quals han estat certificats per la RIAA per als enviaments de 500.000 exemplars. D'altra banda, ha actuat a tres films Blue Collar Comedy Tour- connexes, així com a Larry the Cable Guy: Inspector de salut, Força Delta i Witless Protection, així com la veu de la grua vella i oxidada de Mat a la franquícia Cars. El slogan de Whitney " Git -R- Done! " és també el títol del seu llibre.
El 26 de gener de 2010, la cadena de televisió The History Channel ha anunciat que arrancaria una sèrie protagonitazada per Whitney anomenada Only_in_America_with_Larry_the_Cable_Guy, en la qual explorava el país i es submergia en els diferents modes de vida, feines i ocis. El primer episodi de la sèrie ha estat difós el 8 de febrer de 2011. La final de la sèrie difosa és el 28 d'agost de 2013.
Es casa el 2005, amb Cara Whitney, i amb ella va tenir al seu primer fill: Wyatt (nascut l'agost de 2006). Posteriorment, la seva esposa va donar a llum a Reagan (nascuda l'octubre de 2007).

## Filmografia

### Cinema
- 2003: Blue Collar Comedy Tour: The Movie
- 2004: Blue Collar Comedy Tour Rides Again
- 2006: Cars de John Lasseter i Joe Ranft: Mater (Martin), Mater and the Ghostlight
- 2007: Delta Farce de C. B. Harding: Larry
- 2008: Hot Protection de Charles Robert Carner: Larry
- 2011: Cars 2 de Brad Lewis i John Lasseter: Mater (Martin)
- 2012: Tooth Fairy 2 de Alex Zamm: Larry Guthrie
- 2013: A Madea Christmas de Tyler Perry: Buddy
- 2014: La carrera a la joguina 2 d'Alex Zamm: Larry Phillips
- 2017: Cars 3: Mater (Martin)